# 아칸족
아칸족(Akan) 또는 아칸인은 현재의 가나와 서아프리카의 코트디부아르 일부와 토고에 주로 거주하는 콰족 계통의 민족 집단이다. 이들이 말하는 아칸어는 니제르콩고어족의 포투타노어군 중 중앙 타노 분기에 속하는 방언군이다. 아칸족에는 하위 그룹이 여럿 존재하는데, 아고나족(Agona), 아콰펨족(Akuapem), 아콰무족(Akwamu), 아키엠족(Akyem), 아샨티족(Ashanti), 보노족(Bono), 판테족(Fante), 콰후족(Kwahu), 와사족(Wassa), 아한타족(Ahanta) 등이다. 이 집단들은 모두 공통된 문화적 속성을 가지고 있다. 가장 주목할 만한 것은 재산 상속과 고위 공직 승계에 있어 모계 혈통을 따라간다는 점이다.

## 전통과 기원
아칸족은 11세기경 아프리카의 사하라 사막과 사헬 지역에서 삼림 지역으로 이주해 현재의 위치로 이주한 것으로 추정된다. 많은 아칸인들은 오늘날 우리가 알고 있는 아칸인의 민족 발생이 일어난 곳인 아프리카 동부 지역에서 시작된 그들의 역사를 이야기한다. 지배하는 아브라데(Abrade, Aduana) 씨족의 구전 전통은 아칸족이 이 땅에서 유래했다고 말한다. 그들은 북쪽에서 이주하여 이집트를 거쳐 누비아(수단)에 정착했다. 서기 500년경 에티오피아의 악수미트 왕국이 누비아에 가한 압력으로 누비아는 멸망하고 아칸족은 서쪽으로 이동하여 작은 무역왕국을 세웠다. 서기 750년경에 이 왕국은 아우카르(Awkar, Koumbi Saleh)로 성장했다. 11세기 아랍 역사가 알바크리(Al-Bakri)는 고대 가나인들과 자주 거래했던 베르베르 상인들의 기록을 바탕으로 이 위대한 왕국에 대해 썼다. 역사가들은 아칸족의 기원이 알려지지 않았음을 인정하기 때문에 수단의 기원을 거부하지 않으며 구전 전통도 고려해야 한다고 주장한다. 아칸족의 조상은 결국 콩(현재의 아이보리 해안) 지역으로 떠났다. 콩에서 그들은 왐(Wam)으로 이동한 다음 현재 가나의 보노(Bono) 지역에 위치한 도르마(Dormaa)로 이동했다. 콩으로부터의 이동은 숲 생활에 익숙하지 않았기 때문에 적합한 사바나 조건을 찾고자 하는 사람들의 열망에 의해 필요했다.